# LINEAR Regio
La LINEAR Regio è una struttura geologica della superficie di 25143 Itokawa.